# Yare (Fluss)
Der Yare ist ein Fluss in Norfolk, England, Großbritannien.

## Flusslauf
Der Yare entspringt im Süden Derehams in Norfolk. Von dort aus fließt er stets ostwärts. Auf seinem Weg passiert er unter anderem Barnham Broom und die Stadt Norwich, wo der Tiffey einmündet. Von diesem Punkt aus legt der Fluss bis zur Nordsee noch 25 Kilometer zurück. Im weiteren Verlauf münden die Flüsse Wensum und Chet in den Yare, der kurz vor der Mündung das etwa fünf Kilometer lange Breydon Water durchfließt. Dort münden auch Waveney und Bure in den Yare. Weitere etwa fünf Kilometer trennt der Fluss dann das Stadtgebiet von Great Yarmouth von der ehemaligen Insel Cobholm Island und dem Stadtgebiet von Gorleston-on-Sea. Er mündet am ab 2007 erbauten Great Yarmouth Outer Harbour in die Nordsee.

## Bedeutung
Der Fluss war historisch für den Warenverkehr zwischen der Nordseeküste und der Stadt Norwich wichtig.
Frachtschiffe erreichen auch im 21. Jahrhundert zum Beispiel den Kai der Produktionsstätte der weltberühmten Senfmarke Colman’s in Norwich und der Zuckerfabrik in Cantley.
Der Yare ist vor allem ein beliebtes Revier für Segelsportler. Ferner liegt eine Vielzahl von Bootsvermietungen an dem Fluss: Brundall (Broom Boats und andere), Thorpe St Andrew und Reedham sind Zentren für Liebhaber des Urlaubs auf Kabinenkreuzern; es finden sich zum Teil umfangreich ausgebaute Anleger (Marinas), Gaststätten und auch Freizeitzentren.